# Pivoň
Pivoň (historicky též Pivoňka, německy Stockau) je vesnice a částí obce Mnichov v okrese Domažlice v Plzeňském kraji. Nachází se sedm kilometrů jihozápadně od Poběžovic a osmnáct kilometrů severozápadně od Domažlic v údolí na úpatí Lysé hory (870 metrů) v Českém lese. V roce 2011 zde trvale žilo 43 obyvatel.

## Historie
První písemná zmínka o vesnici pochází údajně z roku 1225, ale jiné zdroje uvádí až rok 1379.
Podle pověsti zde kníže Břetislav I. založil po vítězné bitvě nad německými vojsky německého krále a římského císaře Jindřicha III. roku 1040 kapli na místě pařezu, na němž během bitvy seděl Jindřich III. Bitva se ovšem nemusela odehrát u Pivoně pod Vranovským sedlem, ale pravděpodobnějším místem je okolí vsi Brůdek pod lépe přístupným Všerubským průsmykem. V obou případech jde o historické spekulace bez jakýchkoliv hmotných důkazů.

## Obyvatelstvo
| Rok            | 1869 | 1880 | 1890 | 1900 | 1910 | 1921 | 1930 | 1950 | 1961 | 1970 | 1980 | 1991 | 2001 | 2011 | 2021 |
| -------------- | ---- | ---- | ---- | ---- | ---- | ---- | ---- | ---- | ---- | ---- | ---- | ---- | ---- | ---- | ---- |
| Počet obyvatel | 312  | 339  | 335  | 331  | 346  | 382  | 308  | 174  | 62   | 71   | 71   | 59   | 54   | 43   | 47   |
| Počet domů     | 43   | 47   | 43   | 49   | 49   | 51   | 52   | 26   | 26   | 18   | 15   | 19   | 23   | 27   | 25   |

## Obecní správa
Při sčítání lidu v letech 1850–1959 Pivoň byla samostatnou obcí v okrese Horšovský Týn (v letech 1850–1910 Horšův Týn). V letech 1960–1979 byla částí obce Mnichov v okrese Domažlice. Od 1. července 1979 do 23. listopadu 1990 byla částí města Poběžovice v okrese Domažlice. Od 24. listopadu 1990 do 31. prosince 1992 byla znovu obcí v okrese Domažlice. Od 1. ledna 1993 je opět částí obce Mnichov v okrese Domažlice. V letech 1850–1889 a od 24. listopadu 1990 do 31. prosince 1992 k obci patřil Vranov.

## Pamětihodnosti

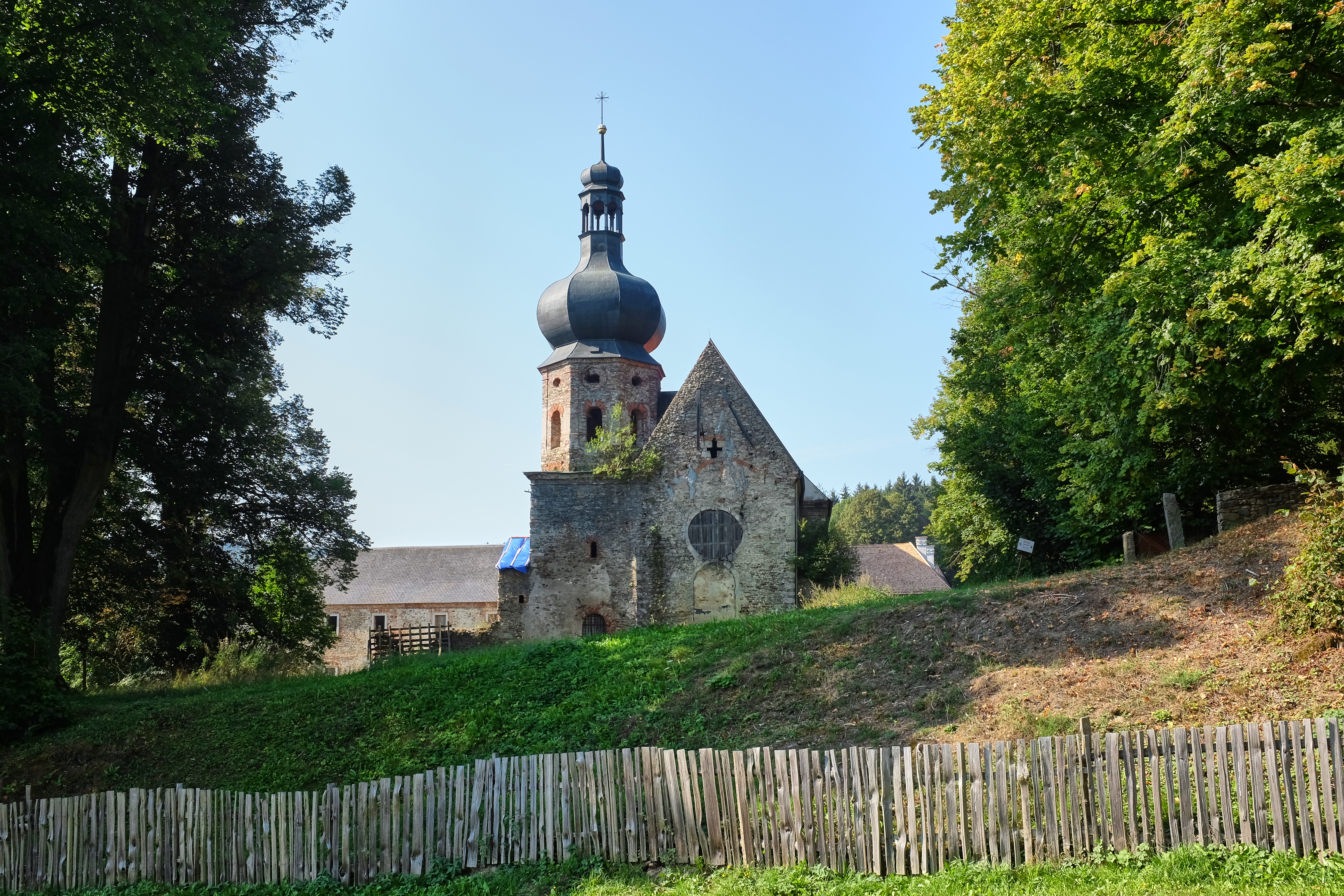
Klášter v září 2024

- Klášter v Pivoni vybudovali mniši řádu augustiniánů ve druhé polovině třináctého století, ale první písemná zmínka o něm pochází až z roku 1379. Klášter existoval až do zrušení císařem Josefem II. v roce 1787. V devatenáctém století byla klášterní budova upravena na zámek. V polovině dvacátého století zámecký areál vyhořel, a přes dílčí opravy už nebyl obnoven. Zříceniny budov jsou chráněny jako kulturní památka.[11][12] Na přelomu tisíciletí byl klášter postupně opravován, ale v roce 2019 byly veškeré restaurátorské práce zastaveny pro nedostatek financí.[13]
- Klášterní raně gotický kostel Zvěstování Páně ze druhé poloviny 13. století byl roku 1686 částečně barokizován. Zachoval se raně gotický pravoúhlý presbytář s křížovou klenbou. Z lodi, jež měla původně valenou klenbu s lunetami, se dochovaly pouze obvodové zdi.[14]
- Sochy svatého Cyriaka a svatého Jana Nepomuckého